# Lucas Harrell
Lucas William Bradley Harrell (né le 3 juin 1985 à Springfield, Missouri, États-Unis) est un lanceur droitier qui a joué de 2010 à 2017 en Ligue majeure de baseball. 

## Carrière
Après des études secondaires à l'Ozark High School de Ozark (Missouri), Lucas Harrell est drafté le 7 juin 2004 par les White Sox de Chicago au quatrième tour de sélection. Il perçoit un bonus de 270 000 dollars à la signature de son premier contrat professionnel le 16 juin 2004. 
Harrell passe trois saisons en Ligues mineures avec les Bristol White Sox (Rk, 2004), les Kannapolis Intimidators (A, 2005), les Winston-Salem Dash (A+, 2006) puis les Birmingham Barons (AA, 2006), mais sa progression est freinée par une opération chirurgicale à l'épaule qui lui fait rater l'ensemble de la saison 2007. Il retrouve les terrains de ligues mineures en 2008, puis passe en Triple-A en 2009 chez les Charlotte Knights.
À l'automne, Harrell est membre de l'équipe des États-Unis qui remporte la Coupe du monde 2009.
Après avoir joué la première moitié de la saison en Triple-A, Harrell fait ses débuts en Ligue majeure le 30 juillet 2010 comme lanceur partant à Chicago face aux Athletics d'Oakland. En six manches au monticule, il n'accorde qu'un point et quatre coups sûrs à l'adversaire pour mériter sa première victoire.
Harrell est affecté en Triple-A durant l'entraînement de printemps 2011 des Sox. Rappelé des mineures, il ne joue que 3 parties avec Chicago. Il est réclamé au ballottage par les Astros de Houston le 8 juillet suivant. Il lance 6 parties comme releveur pour les Astros, perdant ses deux décisions mais présentant une moyenne de points mérités de 3,46. Son dossier total pour 2011 avec Chicago et Houston est de 0-2 avec une moyenne de 4,50 en 9 parties et 18 manches lancées.
Il est transféré aux Diamondbacks de l'Arizona le 28 avril 2014 mais passe l'année en ligues mineures avec leur club-école de Reno sans être appelé au niveau majeur.
En novembre 2014, il signe un contrat d'un an avec les Kia Tigers de Organisation coréenne de baseball, en Corée du Sud.

## Statistiques
| Saison | Équipe     | G | GS | CG | SHO | V | D | SV | IP   | SO | ERA  |
| ------ | ---------- | - | -- | -- | --- | - | - | -- | ---- | -- | ---- |
| 2010   | Chicago WS | 8 | 3  | 0  | 0   | 1 | 0 | 0  | 24.0 | 15 | 4,88 |
| Totaux | Totaux     | 8 | 3  | 0  | 0   | 1 | 0 | 0  | 24.0 | 15 | 4,88 |

Note : G = Matches joués ; GS = Matches comme lanceur partant ; CG = Matches complets ; SHO = Blanchissages ; 
V = Victoires ; D = Défaites ; SV = Sauvetages ; IP = Manches lancées ; SO = Retraits sur des prises ; ERA = Moyenne de points mérités.